# Вороное (Черкасская область)
Вороно́е (укр. Вороне) — село в Жашковском районе Черкасской области Украины.
Население по переписи 2001 года составляло 1186 человек. Почтовый индекс — 19234. Телефонный код — 4747.

## Местный совет
19234, Черкасская обл., Жашковский р-н, с. Вороное